# Ферре, Джанфранко
Джанфра́нко Ферре́ (итал. Gianfranco Ferré, 15 августа 1944 — 17 июня 2007) — итальянский дизайнер, которого называли архитектором моды.

## Работа
Получил диплом архитектора в Миланском техническом университете в 1969 году.
Работу дизайнера начал в 1970 году с разработки дизайна аксессуаров. В 1974 году основал собственную компанию Baila, а в 1978 году выпустил первую женскую коллекцию под собственным именем.
С 1989 по 1996 год являлся модельером парижского дома высокой моды Christian Dior:

До сих пор считается,[кем?] что творения Ферре были лучшим из всего, что появлялось под логотипом Christian Dior со времен его основателя. В каждом новом туалете, в каждом аксессуаре чувствовался дух Диора, стиль Диора. Та же красота и изысканность, та же утонченность. «Диор вернулся», — говорили после премьеры коллекции, вышедшей «из-под иглы» нового директора дома. Уже на следующий день Ферре был отмечен высшей наградой в мире моды — «Золотым наперстком». В доме Диора он проработал восемь лет, а в 1997 году неожиданно покинул прославленное здание на авеню Монтень. Джанфранко Ферре ушел от Dior, чтобы вернуться к Ferre.

В марте 2007 года стал президентом академии Брера в Милане.
Резиденция дизайнера располагалась на берегах озера Лаго-Маджоре. Между Миланом и Парижем он передвигался на своём частном самолёте.

## Дизайнерские линии
Белые рубашки — его фирменный конёк. Они присутствовали во всех линиях мастера:
- Gianfranco Ferré: основная линия одежды для мужчин, женщин и детей.
- Ferré (ранее — White Label): более практичная одежда для мужчин и женщин. В этой линии находятся Ferrè Red (большие размеры) и Ferrè Fur. Для мужчин есть также Ferrè Underwear.
- GF Ferré: молодёжная, более спортивная одежда для мужчин и женщин.
- Ferré Milano: повседневная одежда для женщин и мужчин.
- Gianfranco Ferré Fragrances: парфюмерия.

## Награды
- шесть премий Occhio d’Oro в категории «Лучший итальянский модельер»
- Золотая Медаль Милана
- De d’Or за первую коллекцию для дома «Диор» (1989)

## Смерть
Страдая диабетом, модельер не мог отказать себе в шоколаде, игнорируя запреты врачей. Умер 17 июня 2007 года в возрасте 62 лет. Накануне (в пятницу) у него было кровоизлияние в мозг. Дизайнер был госпитализирован в миланский госпиталь Сан-Рафаэля, где и скончался несколько дней спустя.
Коллеги во всем мире переживали утрату:

Роберто Кавалли сказал, что Ферре представлял самый высокий уровень стиля, творческого потенциала и мастерства. «Мир моды будет тосковать по Джанфранко Ферре — чистому и красивому человеку, и истинному художнику», — добавил он.
Донателла Версаче назвала Ферре человеком другого времени, настоящим джентльменом: «Он был новатором форм и создавал моду, которая поражала одновременно своей безупречностью и зрелищностью, Ферре навсегда останется частью истории моды».
Вячеслав Зайцев признался журналистам, что для него Джанфранко Ферре был знаковой фигурой, великим архитектором и скульптором в мире моды, для него, как и для многих, Ферре был ориентиром высокого уровня мастерства.